# Hydrophilie
Pour l’article ayant un titre homophone, voir Hydrophylle.
 (janvier 2022).
Si vous disposez d'ouvrages ou d'articles de référence ou si vous connaissez des sites web de qualité traitant du thème abordé ici, merci de compléter l'article en donnant les références utiles à sa vérifiabilité et en les liant à la section « Notes et références ».
L'hydrophilie (du grec ὕδριος / húdrios, « d’eau, aqueux », dérivé de ὕδωρ / húdôr, « eau », et de φιλέω / philéo, « aimer ») caractérise un composé ou une partie de ce composé, ayant une affinité pour l'eau et tendance à s'y dissoudre. Ce composant est également ionique. 
Le contraire est l'hydrophobie, caractérisant un composé qui n'est pas attiré par l'eau et la repousse. Les composés hygroscopiques sont attirés par l'eau mais ne se dissolvent pas à son contact.

## Chimie
Un composé hydrophile peut être soluble dans l'eau (hydrosoluble) ou les solvants polaires. La cellulose (coton), très hydrophile, est insoluble dans la plupart des solvants du fait de sa forte cohésion. Le savon, amphiphile, se dissout à la fois dans l'eau et l'huile, ce qui explique son pouvoir détergent.
Un composé hydrophile est typiquement polaire. Cela lui permet de créer des liaisons hydrogène avec l'eau ou un solvant polaire. Il renferme au moins un groupe fonctionnel tel qu'une amine, un alcool ou une cétone.
Certaines molécules hydrophiles ne se dissolvent pas ; elles peuvent former un colloïde.